# افسانه موردو
افسانه موردو (به انگلیسی: The Legend of Mor'du) یک فیلم کوتاه از پیکسار محصول سال ۲۰۱۲ است که به نسخه بلوری و دی وی دی دلیر (۲۰۱۲) پیوست شده‌است. این فیلم پیش زمینه عمیقی در مورد موردو، شخصیت شرور فیلم می‌دهد. موردو شاهزاده شرور و حریصی است که توسط یک جادوگر عجیب و غریب به یک خرس هیولایی که در فیلم حضور دارد، تبدیل شده‌است، این فیلم ترکیبی از پویانمایی سنتی و کامپیوتری است.

## داستان
داستان با دعوت یک مهمان به کلبه جادوگر زن آغاز می‌شود. کلاغ او فرض می‌کند که مهمان طلسم خرس را می‌خواهد و جادوگر داستان مردی را تعریف می‌کند که تبدیل به موردو، خرس شیطانی می‌شود. این مرد بزرگ‌ترین پسر از چهار پسر پادشاهی خردمند و محبوب از یک پادشاهی باستانی بود که هر کدام از آنها هدیه خاص خود را داشتند. از بین سه نفر کوچکتر، کوچکترین آنها عاقل، سومی دلسوز و دومی عادل بود. بزرگ‌ترین آنها قوی بود، اما قدرت را با شخصیت اشتباه می‌گرفت. هنگامی که پادشاه در یک پاییز درگذشت، به جای اینکه تمام ارث را به بزرگ‌ترین فرزند بدهد، پادشاهی را بین همه پسرانش به‌طور مساوی تقسیم کرد، زیرا معتقد بود که هدایای آنها در کنار هم ستون‌هایی را تشکیل می‌دهد که صلح پادشاهی بزرگ‌تر بر آن استوار است. با این حال، پسر بزرگ با احساس رسوایی و پر از حرص و خودخواهی، از پذیرش این امر خودداری کرد و ادعای خود را به عنوان تنها وارث در مقابل برادرانش با استفاده از یکی از تبرهای خود برای شکستن تصویر خود از سنگ خانواده آنها ثابت کرد. سخنان او به جنگ تبدیل شد و سرنوشت پادشاهی را برای همیشه تغییر داد.
با وجود اینکه شاهزاده ارتش قدرتمندی تحت فرمان خود داشت، او و برادرانش دائماً تا بن‌بست می‌جنگیدند. شاهزاده در جستجوی راهی برای تغییر سرنوشت خود، با حلقه منهیر در جنگل روبرو شد. از آنجا، گلهای مرداب او را به لبه دریاچه ای تاریک، کلبه جادوگر که دور از ساحل ایستاده بود، راهنمایی کردند. شاهزاده به امید اینکه جریان جنگ را به نفع خود تغییر دهد، جادوگر را متقاعد کرد که طلسمی بسازد که به او قدرت ده مرد را بدهد و حلقه مهر خود به او تقدیم می‌کند. پیش از نوشیدن طلسم تاریکی در قلبش دیده می‌شود، جادوگر به او هشدار می‌دهد که یک انتخاب کند: یا به آرزوی تاریک خود برسند یا پیوندهای خانوادگی را که شکسته بود التیام بخشد. هنگامی که شاهزاده با برقراری یک آتش‌بس کاذب، برادران خود را به حضور خود آورد، او دوباره ادعای پادشاهی خود را می‌کند. هنگامی که برادرانش اعتراض می‌کنند، شاهزاده در پاسخ این طلسم را نوشیده که به او قدرت دلخواه می‌دهد اما در کمال تعجب او را به یک خرس سیاه بزرگ تبدیل می‌کند. در حالی که اگر تصمیم می‌گرفت «ارتباط پاره شده توسط غرور را اصلاح کند» می‌توانست طلسم را بشکند، اما شاهزاده شکل جدید خرسی خود را پذیرفت و برادرانش را کشت. او سپس تلاش کرد تا ارتش خود را به فرمانروایی پادشاهی برساند، اما آنها او را به عنوان یک جانور وحشی دیدند و علیه او روی آوردند. او خشمگین به افراد سابقش حمله کرد و تعداد زیادی را کشت. تعداد معدودی از بازماندگان ارتش‌های متلاشی شده برادران با وحشت از پادشاهی گریختند که منجر به فروپاشی آن شد. شاهزاده - که اکنون به عنوان «سیاه بزرگ»، «موردو» شناخته می‌شود، و محکوم به شکل حیوانی خود به دلیل تمایلش به قدرت است - بی‌انتها در سرزمین پرسه می‌زد و هر کجا که انسان سابقش پرسه می‌زد، می‌کشد و وحشت ایجاد می‌کند. آگاهی و هوش اکنون توسط خونخواهی حیوانی بازنویسی شده‌است.
جادوگر داستان را در اینجا به پایان می‌رساند و او طلسم را به شکل کیک به مهمان ارائه می‌دهد که معلوم می‌شود وی دینگوال است. او وحشت می‌کند، می‌گوید که فقط برای آب در آنجا توقف کرده‌است و از کلبه بیرون می‌دود.

## بازیگران
- جولی والترز در نقش جادوگر
- استیو پرسل در نقش کلاغ
- کالوم اونیل در نقش وی دینگوال